# Кутб ад-Дін Шах-Джахан
Кутб ад-Дін Шах-Джахан (д/н — після 1305) — останній султан Кермана з династії Кутлугханідів у 1304—1305 роках.

## Життєпис
Син султана Джалал ад-Дін Суюргатмиша та Ілак-хатун. Відомостей про нього обмаль. 1304 року після смерті стриєчного брата — султана Музаффар ад-Дін Мухаммада посів трон Керману. За свідченням сучасників жорстоким, нахабним та жадібним. 21 квітня 1305 року позбавлений влади ільханом Олджейту за здирництво. Втім ймовірно це було лише приводом.
Решту життя мешкав разом з мачухою Курдужин-хатун в Ширазі. Дата смерті невідома. Видав доньку за Мубаріз ад-Дін Мухаммеду, що тому у 1340 року надало права захопити владу в Кермані, заснувавши династію Музаффаридів.